# Абрегов, Альмир Нухович
Альмир Нухович Абрегов (28 ноября 1945, Хатажукай, Краснодарский край — 1 августа 2017) — советский и российский адыгейский общественный деятель, участник адыгского и абхазского национальных движений, директор Национального музея Республики Адыгея (1988—2007) и председатель Совета общественно-политического движения «Адыгэ Хасэ» Республики Адыгея (1991—1994), соавтор «абхазских писем».

## Биография
Родился 28 ноября 1945 года в ауле Хатажукай Шовгеновского района Адыгеи. Отец — председатель колхоза в ауле, мать — учительница в школе, брат — Ачердан (род. 1941), будущий доктор филологических наук и профессор, сестра — Зара (Тлюстен). Альмир окончил школу с золотой медалью.
Обучался на филологическом факультете Адыгейского государственного педагогического института (АГПИ, ныне Адыгейский государственный университет) с дополнительной подготовкой по немецкому языку, на третьем курсе для изучения истории и английского языка перевёлся на первый курс в Кабардино-Балкарский государственный университет, который окончил в 1970 году. В 1970—1973 годах преподавал иностранные языки в АГПИ.
По разным данным, в 1970 году поступил в аспирантуру Тбилисского государственного университета или в 1973—1976 годах проходил аспирантуру Института истории, археологии и этнографии имени Джавахишвили Академии наук Грузинской ССР (сейчас Институт истории и этнологии имени И. Джавахишвили).
В 1976—1988 годах работал учёным секретарём Абхазского государственного научного музея в Сухуми. Являлся активным участником абхазского национального движения, в 1977—1978 годах участвовал в движении за выход Абхазии из состава Грузии, участвовал в составлении «абхазских писем»:
- письма в отдел науки ЦК КПСС от июня 1977 года,
- письма вице-президенту АН СССР академику П. Н. Федосееву от 20 июля 1977 года,
- письма по поводу необъективного обсуждения книги профессора Ш. Д. Инал-ипа «Вопросы этнокультурной истории абхазов»,
- письма президиуму XIX Всесоюзной партийной конференции, подписанного 60 представителями абхазской интеллигенции и отправленного 17 июня 1988 года[4].

В 1988 году вошёл в состав Народного форума Абхазии «Айдгылара». В 1989 году стал членом Координационного совета Ассамблеи горских народ Кавказа (АГНК, ныне Конфедерация горских народов Кавказа), являлся членом Совета Международной черкесской ассоциации (МЧА). Во время грузино-абхазской войны 1992—1993 годов входил в состав Комитета солидарности с народом Абхазии, созданного в Адыгее, и в состав делегации, ездившей в Великобританию для разъяснения причин конфликта.
В 1988—2007 годах являлся директором Адыгского историко-краеведческого музея. Во время его руководства музей получил новое здание, был преобразован в Национальный музей Республики Адыгея и стал одним из центров адыгского национальных движения. Абрегов подталкивал власти республики, прагматично занимавшие умеренные позиции, к более решительной защите адыгских национальных интересов. Помимо прочего, музей под руководством Абрегова провёл выставку, посвящённую политическим репрессиям, вызвавшую возражения со стороны представителей властей, но продолжившую свою работу.
В 1989—1990 годах Абрегов был заместителем, а в 1991—1994 годах — председателем Совета общественно-политического движения «Адыгэ Хасэ» Республики Адыгея. 9 октября 1991 года совместно с А. Т. Керашевым, Д. Х. Мекуловым и Р. А. Хуажевым был избран сопредседателем «Комитета — 40» — собрания 40 представителей адыгской интеллигенции, которые выступали за предоставление адыгам 50 % мест при формировании парламента Адыгеи. В 1992 году научно обосновывал проект флага Адыгеи, предложенного движением «Адыгэ Хасэ».
В 1994 году Абрегов подписал обращение против первой чеченской войны, после чего был снят с должности директора музея по обвинению в превышении полномочий, но восстановлен под давлением общественности. После этого были ещё несколько попыток снять Абрегова с должности, в ходе одной из них коллективу музея удалось отстоять своего руководителя, в том числе с помощью пикетов, организованных у входа в музей. В 2007 году с четвёртой попытки Абрегов был снят с должности: ему не был продлён контракт, официально — по причине пенсионного возраста. После ухода Абрегова с должности руководство музея не играло активной роли в политической жизни Адыгеи.
Археологи и историки вменяют Абрегову в вину то, что выдающийся археологический памятник-мегалит с сюжетной полихромной росписью, который является самой древней сюжетной фреской, именно по его вине долгие годы бесхозно провалялся в музейном дворе  мегалитический памятник, который только после обращения питерских ученых (ИИМК РАН: Поплевко, Резепкин) к президенту В.В. Путину был перемещен в залы Майкопского национального музея. 
Был женат на Азе Ипполитовне Инал-Ипа, языковеде и составительнице «Адыгейско-абхазско-русского словаря» (2013, совместно с К. Х. Меретуковым), в браке родились сын Иланд и дочь Саида. Вскоре после смерти жены в феврале 2017 года Абрегов заболел и 1 августа 2017 года умер.

## Награды
- Орден «Честь и слава» III степени (Абхазия)[4].